# Tron: Legacy (Soundtrack)
Tron: Legacy ist ein Soundtrack-Album des French-House-Duos Daft Punk zum Film Tron: Legacy. Das Album erschien am 6. Dezember 2010 bei Walt Disney Records.

## Entstehung
Als Regisseur Joseph Kosinski Daft Punk anfragte, ob das Duo den Soundtrack zum Film beisteuern wolle, gab es weder ein Drehbuch noch war sicher, ob der Film überhaupt gedreht würde. Während der Anfrage befand sich Daft Punk auf Tournee und es dauerte über ein Jahr, bis sich die Künstler darüber einig waren, ob sie den Soundtrack realisieren würden. Den Ausschlag für die Zusage gab, dass Kosinski mit Steven Lisberger, Regisseur des ersten Tron-Films aus dem Jahr 1982, zusammenarbeitete und dass Jeff Bridges als Hauptdarsteller gewonnen werden konnte. Mit dem Songwriting begann Daft Punk im Jahr 2008, als sie die ersten Entwürfe des künstlerischen Konzeptes gesehen hatten, das Drehbuch war noch nicht fertiggestellt. Die Rolle von Jeff Bridges erinnerte Daft Punk an den Film Die zehn Gebote und die Musiker versuchten, dieses Image mit elektronischer Musik und Science-Fiction-Soundtracks der 1970er Jahre zu verbinden. Die Aufnahmen zum Album begannen Anfang 2009 in Los Angeles und fanden mit Hilfe eines 85-köpfigen Orchesters statt. Die Orchester-Arrangements stammen von Joseph Trapanese, der diese auf Basis von Synthesizer-Spuren vornahm, die ihm Daft Punk zur Verfügung stellte. Die Orchesteraufnahmen unter Leitung Trapaneses fanden an fünf Tagen im Juli 2010 in den Londoner Air Lyndhurst Studios statt.

## Veröffentlichung
Das Album erschien am 6. Dezember 2010 in Deutschland und den Vereinigten Staaten bei Walt Disney Records. Alle Stücke wurden von Guy-Manuel de Homem-Christo und Thomas Bangalter komponiert. Am 8. April 2011 erschien mit Tron Legacy: R3C0NF1GUR3D (Leetspeak für Reconfigured, dt.: „rekonfiguriert“) eine Kompilation von Remixen von verschiedenen Künstlern. Das Album verkaufte sich in den USA in der ersten Woche rund 70.000 mal.

## Kritiken
Heather Phares von Allmusic bemerkt, dass Daft Punk mit ihrer Musik den neuen Ansatz des Filmes, der im Vergleich zum ersten Film aus dem Jahr 1982 düsterer und ernsthafter wirke, übernimmt. Die Stücke klingen mehr nach moderner klassischer Musik als nach den Disco-Klängen, die Fans der Gruppe möglicherweise erwartet haben, und Phares hat keinen Zweifel daran, dass das Album einen Wendepunkt für Daft Punk darstellt.
Alexander Cordas vom Onlinemagazin laut.de schreibt, dass Daft Punk mit einer „kaum für möglich gehaltenen Finesse“ klassische und elektronische Musik kombiniert hätten. Er lobt, dass man das Album anders als bei anderen Soundtracks am Stück hören könne und dass die Musik den Hörer „in eine wahnwitzige dunkel drohende Cyber-Märchenwelt“ entführe.
Die Internetseite Metacritic errechnete aus 27 Kritiken englischsprachiger Medien, die den Soundtrack einzeln betrachteten, einen leicht positiven Durchschnittseindruck von 71 Punkten.
Von Filmkritikern wurde der Score fast ausschließlich gelobt. Oft als perfekt zu den Bildern passend beschrieben, war der Soundtrack für viele Kinogänger einer der wichtigsten positiv hervorzuhebenden Aspekte des Films.

## Titellisten

### Standard-CD
| Nummer | Titelname                | Länge |
| ------ | ------------------------ | ----- |
| 01     | Overture                 | 2:28  |
| 02     | The Grid                 | 1:37  |
| 03     | The Son of Flynn         | 1:35  |
| 04     | Recognizer               | 2:38  |
| 05     | Armory                   | 2:03  |
| 06     | Arena                    | 1:33  |
| 07     | Rinzler                  | 2:18  |
| 08     | The Game Has Changed     | 3:26  |
| 09     | Outlands                 | 2:43  |
| 10     | Adagio for Tron          | 2:43  |
| 11     | Nocturne                 | 1:42  |
| 12     | End of Line              | 2:37  |
| 13     | Derezzed                 | 1:44  |
| 14     | Fall                     | 1:23  |
| 15     | Solar Sailer             | 2:42  |
| 16     | Rectifier                | 2:14  |
| 17     | Disc Wars                | 4:11  |
| 18     | C.L.U.                   | 4:39  |
| 19     | Arrival                  | 2:01  |
| 20     | Flynn Lives              | 3:22  |
| 21     | Tron Legacy (End Titles) | 3:18  |
| 22     | Finale                   | 4:23  |

### Doppel-CD (Limited Special Edition)
Die CD 1 der Doppel-CD ist identisch zur regulären CD. Die zweite CD enthält zusätzlich die folgenden Titel.
| Nummer | Titelname     | Länge |
| ------ | ------------- | ----- |
| 01     | Encom Part I  | 3:52  |
| 02     | Encom Part II | 2:17  |
| 03     | Round One     | 1:40  |
| 04     | Castor        | 2:19  |
| 05     | Reflections   | 5:14  |

### Exklusiv vermarktete Titel
Zusätzlich zu den Titeln der „Limited Special Edition“ Doppel-CD sind weitere Titel als MP3-Download exklusiv bei diversen Online-Anbietern erschienen.
| Titelname         | Länge | Anbieter |
| ----------------- | ----- | -------- |
| Father and Son    | 3:12  | iTunes   |
| Outlands Part II  | 2:53  | iTunes   |
| Sea of Simulation | 2:41  | Amazon   |
| Sunrise Prelude   | 2:50  | OVI      |

### R3C0NF1GUR3D
| Nummer | Titelname                | Geremixt Von          | Länge |
| ------ | ------------------------ | --------------------- | ----- |
| 01     | Derezzed                 | The Glitch Mob        | 4:22  |
| 02     | Fall                     | M83 & Big Black Delta | 3:54  |
| 03     | The Grid                 | The Crystal Method    | 4:27  |
| 04     | Adagio for Tron          | Teddybears            | 5:34  |
| 05     | The Son of Flynn         | Ki: Theory            | 4:51  |
| 06     | C.L.U.                   | Paul Oakenfold        | 4:35  |
| 07     | The Son of Flynn         | Moby                  | 6:32  |
| 08     | End of Line              | Boys Noize            | 5:40  |
| 09     | Rinzler                  | Kaskade               | 6:52  |
| 10     | Encom Part II            | Com Truise            | 4:52  |
| 11     | End of Line              | Photek                | 5:18  |
| 12     | Arena                    | The Japanese Popstars | 6:07  |
| 13     | Derezzed                 | Avicii                | 5:03  |
| 14     | Solar Sailor             | Pretty Lights         | 4:32  |
| 15     | Tron Legacy (End Titles) | Sander Kleinenberg    | 5:04  |